# Religiose della compagnia di Sant'Orsola
Le Religiose della Compagnia di Sant'Orsola (in francese Religieuses de la Compagnie de Sainte-Ursule de Dole) sono un istituto religioso femminile di diritto pontificio.

## Storia
Alla fine del XVI secolo esistevano in Francia numerose comunità religiose femminili (Benedettine, Canonichesse di Sant'Agostino), ma prevalentemente a carattere claustrale e orientate all'educazione delle fanciulle delle classi agiate: attorno al 1585 Anne de Xainctonge (1567-1621) iniziò a pensare a una nuova congregazione femminile, ispirata alla spiritualità e alle regole della Compagnia di Gesù, con religiose di vita comune ma non tenute alla clausura e dedite all'educazione femminile.
Per fondare la prima comunità a Dole presentò alle autorità civili della Franca Contea un breve di papa Clemente VIII (29 novembre 1603) che permetteva l'insediamento delle orsoline secolari nella regione e il breve di approvazione delle regole delle orsoline di Milano concesso da papa Gregorio XIII nel 1582; le orsoline di Dole avrebbero però seguito dapprima le regole della compagnia delle orsoline secolari di Ferrara (redatte nel 1584 e tradotte in francese a Tournon nel 1597), poi quelle redatte dalla fondatrice nel 1623 con l'aiuto del gesuita Étienne Guyon.
Jean Doroz, vescovo di Losanna e suffraganeo dell'arcivescovo di Besançon, concesse il nulla osta all'erezione della casa di Dole il 24 gennaio 1606 e l'arcivescovo Ferdinand de Rye confermò l'autorizzazione il 29 maggio 1614; il 16 marzo 1622 de Rye concesse alle orsoline della Xainctonge di aprire case in tutta la diocesi.
Poiché la Franca Contea era all'epoca possedimento spagnolo, nel corso del XVII secolo le orsoline non vennero costrette alla clausura e all'emissione di voti solenni come le loro consorelle francesi.
Allo scoppiare della Rivoluzione francese le orsoline nella Franca Contea erano circa 200 e possedevano 9 case: la congregazione, soppressa nel 1792, venne ricostituita a Dole nel 1801 da otto suore superstiti. La Santa Sede concesse loro il riconoscimento di istituzione di diritto pontificio nel 1881.

## Attività e diffusione
Le religiose della Compagnia di Sant'Orsola sono dedite all'istruzione della gioventù. La loro spiritualità è improntata all'insegnamento di Ignazio di Loyola.
Oltre che in Francia, sono presenti in Belgio (precedentemente anche in Liberia); la sede generalizia è a Dole.
Al 31 dicembre 2005, la Compagnia contava 41 religiose in 8 case.

## La federazione
Nel corso degli anni dalla congregazione di Dole si sono staccate case che hanno dato origine a rami canonicamente autonomi della Compagnia di Sant'Orsola di Anna de Xainctonge. Nel 1956, in occasione del 350º anniversario della fondazione della casa di Dole, i vari rami decisero di cooperare più strettamente e dar vita a una federazione: gli statuti della federazione vennero approvati dalla Santa Sede il 15 giugno 1965 e definitivamente il 5 novembre 1970. Aderiscono alla federazione sette rami:
- le Religiose della Compagnia di Sant'Orsola di Dole;
- la Compagnia di Sant'Orsola di Friburgo (istituto di diritto diocesano), sorte il 27 marzo 1634 a opera delle orsoline di Porrentruy (fondate dalle orsoline di Dole nel 1619 e unitasi a quelle di Friburgo dal 1947),[5] dal 1969 possiede filiali in Ciad;[4]
- la Compagnia di Sant'Orsola di Briga (istituto di diritto diocesano), fondata nel 1661 dalle orsoline di Friburgo e resasi indipendente nel 1672[6] (ha filiali in Sudafrica, in India e in Romania);[4]
- la Compagnia di Sant'Orsola di Sion (istituto di diritto diocesano), fondata nel 1865 dalle orsoline di Briga e indipendente dal 1884[7] (conta case anche in Costa d'Avorio);[4]
- le Suore della Compagnia di Sant'Orsola della Santa Vergine di Tours (istituto di diritto pontificio dal 1899), fondate nel 1814 da madre Roland de Bussy, già religiosa a Dole[8] (ha filiali negli Stati Uniti d'America e in Repubblica Democratica del Congo);[4]
- la Compagnia di Sant'Orsola di Friburgo in Brisgovia (casa sui iuris), fondata nel 1696 dalle orsoline di Lucerna (derivate a loro volta da quelle di Friburgo in Svizzera e soppresse nel 1847), disciolta durante il Kulturkampf e ricostituita nel 1892;[3]
- la Compagnia di Sant'Orsola di Villingen (casa sui iuris), fondata nel 1772 dalle orsoline di Friburgo in Brisgovia per assumere la direzione di una scuola gestita dalle Clarisse che Giuseppe II aveva minacciato di sopprimere.[9]

I sette rami hanno adottato delle costituzioni comuni basate sulla regola di Anne de Xainctonge del 1623.